# Frides Laméris
Frides Laméris (Groningen, 17 maart 1921 – Amsterdam, 6 mei 2003) was een Nederlandse antiquair en antiekexpert, gespecialiseerd in glas en porselein. Samen met zijn vrouw Trudy Laméris-Essers dreef hij een kunsthandel in de Spiegelstraat te Amsterdam, welke nog steeds bestaat.
Frides Laméris was jarenlang medewerker van het AVRO-kunstprogramma Tussen Kunst & Kitsch op het gebied van glas, tegels en porselein. Na zijn dood namen eerst zijn vrouw Trudy en later zijn  dochters Kitty en Anna Laméris deze functie van hem over.
In de periode 1987-1990 was Laméris voorzitter van de Vereeniging van Handelaren in Oude Kunst in Nederland.